# Кирибати на Светском првенству у атлетици на отвореном 2015.
Кирибати су учествовали на Светском првенству у атлетици на отвореном 2015. одржаном у Пекингу од 22. до 30. августа девети пут. Репрезентацију Кирибата  представљао је један атлетичар који се такмичио у трци на 100 метара,.
На овом првенству Кирибати нису освојили ниједну медаљу. Поправљен је један најбољи резултат сезоне.

## Резултати

### Мушкарци
| Атлетичар     | Дисциплина | Лични рекорд | Предтакмичење | Предтакмичење | Квалификације        | Квалификације        | Полуфинале           | Полуфинале           | Финале               | Финале       | Детаљи |
| Атлетичар     | Дисциплина | Лични рекорд | Резултат      | Место         | Резултат             | Место                | Резултат             | Место                | Резултат             | Место        | Детаљи |
| ------------- | ---------- | ------------ | ------------- | ------------- | -------------------- | -------------------- | -------------------- | -------------------- | -------------------- | ------------ | ------ |
| Кимвауа Макин | 100 м      | 11,77        | 11,98 ЛРС     | 7 у гр. 2     | Није се квалификовао | Није се квалификовао | Није се квалификовао | Није се квалификовао | Није се квалификовао | 67 / 68 (71) |        |